# Neocucullia
Neocucullia é um gênero de traça pertencente à família Arctiidae.